# Inazuma Eleven
Inazuma Eleven (イナズマイレブン, Inazuma Irebun) é um role-playing esportivo para Nintendo DS, desenvolvido e publicado pela Level-5. Foi lançado em 22 de agosto de 2008 no Japão.

O jogo foi incluído em uma compilação de relançamento atualizada intitulada "Inazuma Eleven 1-2-3: Endo Mamoru's Legend" para a Nintendo 3DS, lançado em 27 de dezembro de 2012 fisicamente e digitalmente exclusivamente para o mercado japonês. 
Desde o lançamento do jogo, recebeu duas sequências para o Nintendo DS; Inazuma Eleven 2 e Inazuma Eleven 3 bem como três spin-offs para o Wii: Inazuma Eleven Strikers, Inazuma Eleven Strikers 2012 Xtreme e Inazuma Eleven GO Strikers 2013. A terceira continuação da principal série, que ocorre 10 anos após os eventos do terceiro jogo, o Inazuma Eleven GO, disponível para Nintendo 3DS.
Um mangá de Inazuma Eleven com base nos jogos começou a ser publicado na revista o CoroCoro Comic em 15 de maio de 2008, enquanto um anime baseado nos jogos, produzido pela OLM, começou a ser exibido em 5 de outubro de 2008. Mitsui também criou um jogo de cartas colecionáveis . O jogo serviu como estréia de um grupo idol/J-pop, Twe'lv.

## História
Mamoru é um capitão do time de futebol da escola Raimon, onde o seu sonho é conquistar o campeonato nacional de futebol intitulado "Torneio de Futebol Fronteira", mas seu time não é tão forte para competir com equipes de nível nacional. A partir daí, é marcado um amistoso contra o Instituto Imperial, no qual se eles perdessem, o clube de futebol seria destruído; Então eles resolvem contratar mais jogadores para poder jogar contra o imperial, e um deles é o artilheiro Clisman Evans e Shuya Goenji (antigo membro da Kidokawa Seishuu) que se recusa a entrar no time, então eles vão para o jogo assim mesmo e tomam 20 gols, só que o goleiro Endo consegue despertar a técnica Mão Fantasma, assim despertando interesse pelo artilheiro Goenji, que entra para o time. Logo depois, eles derrotam o colégio Sobrenatural e assim eles conseguem se inscrever para o torneio de fronteira, e é nisso que a história vai se desenrolando.
Com a derrota de Zeus, a história se desenrola com a chegada dos extraterrestres do Instituto Allyen: Seis equipes confrontam a Raimon: Tormenta Gemynis (Capitão: Lessy -> Midorikawa), Epsilon (Capitão: Desalmado -> Saginuma), Pó de diamante (Capitão: Gazel -> Suzuno), Proeminence (Capitão: Burn -> Matsuno), Chaos [Uma fusão de Pó de diamante e Proeminence] (Capitão: Burn -> Matsuno) e Genesis (Capitão: Grant -> Hiroto). Na busca dos aliens, times nacionais aparecem no contexto, onde, praticamente todos "emprestam" um jogador seu para ser incluso na Raimon nessa batalha. O desfecho da 2ª e 3ª Temporada é com uma partida contra o time "rejeitado" para essa aventura. Formam os Imperadores da Escuridão. A Raimon ganha deles e volta a normalidade.
O FFI (Futebol Fronteira Internacional) é o foco da 4ª à 6ª temporada, dividida em três períodos: Eliminatórias da Ásia - Formadas pela Austrália, Qatar, Coreia e Japão, Mundial Continental 1- Formadas pela Inglaterra, Itália, EUA, Argentina, Equipe X e o Encontro Kappa, e o Mundial Continental 2 - Formadas pelo Brasil, Mensageiros do Céu, Exército do Inferno Z, Garshield e Congo. Para todos esses períodos, o time do Inazuma Japan passa por história que convenhamos, são totalmente distorcidas de uma viagem comum de um time.
Com a vitória dos Relâmpagos do Japão, dez anos passam e a história é iniciada na Segunda Geração: os Inazuma Eleven GO. O foco é a história de Tenma Matsukaze,e   que entra na Raimon, um sonho dele. Porém, ele tem que entrar no time antes e, ele se surpreende quando Tsurugi Kyousuke o desperta da realidade: o futebol controlado pelo Quinto Setor. Tenma então, passa pelo teste, e começa uma Revolução (simbolizado por um Vento) contra o futebol controlado. seus adversários sentem a diferença ao tentarem ir de contra a força de vontade de Tenma, e até atormenta o Fifth Sector. Derrotados,  Fifth Sector admite que errou ao tentar controlar o esporte.
Dois meses passam, e o Programa de Aprendizagem de Futebol é apoiado por Tenma, que se transforma em um voluntário de ensino de futebol para as crianças japonesas. A cena da Temporada 2 (Inazuma Eleven GO: Chrono Stone) provém da briga do El Dorado - uma organização do futuro que sente o efeito negativo do futebol, e claro, quer destruir o futebol, atacando primeiro a Raimon - contra os Second Stage Children - organização que usa o futebol para o controle do mundo. Nesse contexto, Daisuke Endo instrui a Raimon a viajar no tempo em busca das Auras de 11 pessoas, a fim de criar o "time perfeito" via MixiMax. O time então, se une aos propósitos do El Dorado a favor do futebol, e fundem-se com os Protocol Omega da vida. com a derrota de Saru, seu líder, Second Stage Children é cancelado, e o futebol mais uma vez é salvo.
A última das últimas temporadas de toda a coleção do anime trata-se da criação de um buraco negro que naturalmente sugaria Pharamobius, o planeta mais desenvolvido do universo. Assim, a Grand Celesta Galaxy foi "camuflada" como o FFI Versão 2. Times terrestres, na verdade, eram ET's que lutavam contra a Terra para serem representantes da Galáxia. Digamos que, se um planeta perdesse as partidas desse torneio, dariam seu planeta para os Pharamobiles, ou seja, seriam expulsos de seu planeta natal. Porém, Tenma segue instruções de Kantora, a princesa fantasma de Kieru. Com as perdas da esperança, Tenma consegue ajudar a situação de Pharamobius e de todo o universo, bem como todos os seus "problemas" e conflitos. 

## Jogabilidade
Na jogabilidade desse jogo, o estilo de jogabilidade muda quando você entra em uma partida. Se você está no modo exploração (o modo que pode andar e onde ocorre boa parte da história do game) pode-se usar tando o D-pad quanto a stylus para andar. Com o botão B você pode correr, com o botão A você pode falar com as pessoas e interagir com alguns objetos, e com o botão Y você acessa o menu para mudar sua equipe, ajustar sua formação, entre muitas outras coisas. Já dentro da partida tudo é feito com a stylus: andar, passar a bola, chutar para o gol, pausar a partida, tudo é feito com a stylus. O direcional só serve para mexer a câmera.

## Outras mídias
O sucesso dos videogames permitiu a adaptação de sua trama em um mangá publicado na revista CoroCoro Comic desde meados de 2008; enquanto que em agosto desse mesmo ano uma adaptação em anime produzida pela Oriental Light and Magic. A primeira série animada, intitulada "Inazuma Eleven", é composta por 127 episódios. Depois disso, foi lançado o mangá Inazuma Eleven Go é composto por 47 capítulos. Depois disso, a série Inazuma Eleven Go Chrono Stone que finalizou em 2013 com 50 capítulos. Em 2013, o filme Inazuma Eleven Go vs. Danball Senki W. foi lançado. Também neste ano, a série Inazuma Eleven Go Galaxy começou com 43 capítulos. Finalmente, eles criarão um novo filme cujos protagonistas serão "os melhores 11 de Inazuma Eleven", escolhido pelo público japonês. O evento real é o que acontece no Video Game, já que é o oficial produzido pelo produtor original, enquanto o mangá e o anime são produzidos pela Toei Animation (animação) e por Yasunori Mitsuda (mangá) e o videogame (história original) produzido por Level-5.